# Backdunört
Backdunört (Epilobium collinum) är en flerårig ört som blommar med rosa blommor från juli till augusti.